# Fed Cup 2014
La Fed Cup de 2014 es la 52.ª edición del torneo de tenis femenino más importante por naciones. Participan ocho equipos en el Grupo Mundial y noventa en los diferentes grupos regionales.

## Movilidad entre grupos: 2013 a 2014
| · Australia | · Alemania | · Eslovaquia | · Estados Unidos | · España | · Italia | · Rep. Checa | · Rusia |
| ----------- | ---------- | ------------ | ---------------- | -------- | -------- | ------------ | ------- |

| · Argentina | · Canadá | · Francia | · Japón | · Polonia | · Serbia | · Suecia | · Suiza |
| ----------- | -------- | --------- | ------- | --------- | -------- | -------- | ------- |

## Grupo Mundial

### Equipos participantes
| Equipos participantes en el Grupo Mundial de 2014 | Equipos participantes en el Grupo Mundial de 2014 | Equipos participantes en el Grupo Mundial de 2014 | Equipos participantes en el Grupo Mundial de 2014 | Equipos participantes en el Grupo Mundial de 2014 | Equipos participantes en el Grupo Mundial de 2014 | Equipos participantes en el Grupo Mundial de 2014 | Equipos participantes en el Grupo Mundial de 2014 |
| Australia                                         | Alemania                                          | Eslovaquia                                        | Estados Unidos                                    | España                                            | Italia                                            | República Checa                                   | Rusia                                             |
| ------------------------------------------------- | ------------------------------------------------- | ------------------------------------------------- | ------------------------------------------------- | ------------------------------------------------- | ------------------------------------------------- | ------------------------------------------------- | ------------------------------------------------- |

### Sorteo
- El sorteo del Grupo Mundial para la Fed Cup 2014 decretó los siguientes encuentros:

Cabezas de serie
1. Italia
2. Rusia
3. República Checa
4. Eslovaquia

### Eliminatorias
|  | Cuartos de final    | Cuartos de final |                      |            | Semifinales      | Semifinales      |  |                      | Final              | Final              |  |
|  | 8 y 9 de febrero    | 8 y 9 de febrero |                      |            | 19 y 20 de abril | 19 y 20 de abril |  |                      | 8 y 9 de noviembre | 8 y 9 de noviembre |  |
|  |                     |                  |                      |            |                  |                  |  |                      |                    |                    |  |
|  |                     |                  |                      |            |                  |                  |  |                      |                    |                    |  |
|  | Italia (1)          | 3                |                      |            |                  |                  |  |                      |                    |                    |  |
|  | Italia (1)          | 3                |                      |            |                  |                  |  |                      |                    |                    |  |
|  | Estados Unidos*     | 1                |                      |            |                  |                  |  |                      |                    |                    |  |
|  | Estados Unidos*     | 1                |                      | Italia (1) | 0                |                  |  |                      |                    |                    |  |
|  |                     |                  |                      | Italia (1) | 0                |                  |  |                      |                    |                    |  |
|  |                     |                  | República Checa (2)* | 4          |                  |                  |  |                      |                    |                    |  |
|  | República Checa (2) | 3                | República Checa (2)* | 4          |                  |                  |  |                      |                    |                    |  |
|  | República Checa (2) | 3                |                      |            |                  |                  |  |                      |                    |                    |  |
|  | España *            | 2                |                      |            |                  |                  |  |                      |                    |                    |  |
|  | España *            | 2                |                      |            |                  |                  |  | República Checa (2)* | 3                  |                    |  |
|  |                     |                  |                      |            |                  |                  |  | República Checa (2)* | 3                  |                    |  |
|  |                     |                  | Alemania             | 1          |                  |                  |  |                      |                    |                    |  |
|  | Alemania            | 3                | Alemania             | 1          |                  |                  |  |                      |                    |                    |  |
|  | Alemania            | 3                |                      |            |                  |                  |  |                      |                    |                    |  |
|  | Eslovaquia (4)*     | 1                |                      |            |                  |                  |  |                      |                    |                    |  |
|  | Eslovaquia (4)*     | 1                |                      | Alemania   | 3                |                  |  |                      |                    |                    |  |
|  |                     |                  |                      | Alemania   | 3                |                  |  |                      |                    |                    |  |
|  |                     |                  | Australia*           | 1          |                  |                  |  |                      |                    |                    |  |
|  | Australia *         | 4                | Australia*           | 1          |                  |                  |  |                      |                    |                    |  |
|  | Australia *         | 4                |                      |            |                  |                  |  |                      |                    |                    |  |
|  | Rusia (3)           | 0                |                      |            |                  |                  |  |                      |                    |                    |  |
|  | Rusia (3)           | 0                |                      |            |                  |                  |  |                      |                    |                    |  |
|  |                     |                  |                      |            |                  |                  |  |                      |                    |                    |  |

Con un asterisco (*), el equipo que juega en condición de local.

### Cuartos de final
| | Bandera de Italia         | Italia                              | 3      | 1 | Estados Unidos | Bandera de Estados Unidos |
| --- | ------------------------- | ----------------------------------- | ------ | - | -------------- | ------------------------- |
| Auditorio Público, Cleveland, Estados Unidos 8 de febrero al 9 de febrero de 2014 (Dura, bajo techo) |                           |                                     |        |   |                |                           |
| \| 1 \| \| Karin Knapp \| 6 \| 3 \| 6 \| \| 1 \| \| Christina McHale \| 3 \| 6 \| 1 \| \| 2 \| \| Camila Giorgi \| 6 \| 6 \| \| \| 2 \| \| Madison Keys \| 2 \| 1 \| \| \| 3 \| \| Karin Knapp \| 6 \| 7 \| \| \| 3 \| \| Alison Riske \| 3 \| 5 \| \| \| 4 \| \| Camila Giorgi \| No \| \| \| \| 4 \| \| Christina McHale \| Jugado \| \| \| \| 5 \| \| Nastassja Burnett - Alice Matteucci \| 2 \| 3 \| \| \| 5 \| \| Lauren Davis - Madison Keys \| 6 \| 6 \| \| |                           |                                     |        |   |                |                           |
| 1 | Bandera de Italia         | Karin Knapp                         | 6      | 3 | 6              |                           |
| 1 | Bandera de Estados Unidos | Christina McHale                    | 3      | 6 | 1              |                           |
| 2 | Bandera de Italia         | Camila Giorgi                       | 6      | 6 |                |                           |
| 2 | Bandera de Estados Unidos | Madison Keys                        | 2      | 1 |                |                           |
| 3 | Bandera de Italia         | Karin Knapp                         | 6      | 7 |                |                           |
| 3 | Bandera de Estados Unidos | Alison Riske                        | 3      | 5 |                |                           |
| 4 | Bandera de Italia         | Camila Giorgi                       | No     |   |                |                           |
| 4 | Bandera de Estados Unidos | Christina McHale                    | Jugado |   |                |                           |
| 5 | Bandera de Italia         | Nastassja Burnett - Alice Matteucci | 2      | 3 |                |                           |
| 5 | Bandera de Estados Unidos | Lauren Davis - Madison Keys         | 6      | 6 |                |                           |

| | Bandera de España          | España                                         | 2  | 3 | República Checa | Bandera de República Checa |
| --- | -------------------------- | ---------------------------------------------- | -- | - | --------------- | -------------------------- |
| Centro de Tenis Blas Infante, Sevilla, España 8 de febrero al 10 de febrero de 2014 (Arcilla, al aire libre) |                            |                                                |    |   |                 |                            |
| \| 1 \| \| Carla Suárez Navarro \| 6 \| 6 \| \| \| 1 \| \| Barbora Záhlavová-Strýcová \| 1 \| 4 \| \| \| 2 \| \| María Teresa Torró Flor \| 3 \| 6 \| 1 \| \| 2 \| \| Klára Zakopalová \| 6 \| 2 \| 6 \| \| 3 \| \| Carla Suárez Navarro \| 1 \| 6 \| 6 \| \| 3 \| \| Klára Zakopalová \| 6 \| 3 \| 3 \| \| 4 \| \| Silvia Soler Espinosa \| 6 \| 1 \| 3 \| \| 4 \| \| Lucie Šafářová \| 4 \| 6 \| 6 \| \| 5 \| \| Silvia Soler Espinosa - Carla Suárez Navarro \| 67 \| 3 \| \| \| 5 \| \| Andrea Hlaváčková - Barbora Záhlavová-Strýcová \| 79 \| 6 \| \| |                            |                                                |    |   |                 |                            |
| 1 | Bandera de España          | Carla Suárez Navarro                           | 6  | 6 |                 |                            |
| 1 | Bandera de República Checa | Barbora Záhlavová-Strýcová                     | 1  | 4 |                 |                            |
| 2 | Bandera de España          | María Teresa Torró Flor                        | 3  | 6 | 1               |                            |
| 2 | Bandera de República Checa | Klára Zakopalová                               | 6  | 2 | 6               |                            |
| 3 | Bandera de España          | Carla Suárez Navarro                           | 1  | 6 | 6               |                            |
| 3 | Bandera de República Checa | Klára Zakopalová                               | 6  | 3 | 3               |                            |
| 4 | Bandera de España          | Silvia Soler Espinosa                          | 6  | 1 | 3               |                            |
| 4 | Bandera de República Checa | Lucie Šafářová                                 | 4  | 6 | 6               |                            |
| 5 | Bandera de España          | Silvia Soler Espinosa - Carla Suárez Navarro   | 67 | 3 |                 |                            |
| 5 | Bandera de República Checa | Andrea Hlaváčková - Barbora Záhlavová-Strýcová | 79 | 6 |                 |                            |

| | Bandera de Eslovaquia | Eslovaquia                           | 1      | 3  | Alemania | Bandera de Alemania |
| --- | --------------------- | ------------------------------------ | ------ | -- | -------- | ------------------- |
| Aegon Arena, Bratislava, Eslovaquia 8 de febrero al 9 de febrero de 2014 (Dura, bajo techo) |                       |                                      |        |    |          |                     |
| \| 1 \| \| Dominika Cibulková \| 6 \| 6 \| 2 \| \| 1 \| \| Andrea Petkovic \| 2 \| 78 \| 6 \| \| 2 \| \| Daniela Hantuchová \| 67 \| 1 \| \| \| 2 \| \| Angelique Kerber \| 79 \| 6 \| \| \| 3 \| \| Dominika Cibulková \| 3 \| 65 \| \| \| 3 \| \| Angelique Kerber \| 6 \| 7 \| \| \| 4 \| \| Daniela Hantuchová \| No \| \| \| \| 4 \| \| Andrea Petkovic \| Jugado \| \| \| \| 5 \| \| Jana Čepelová - Magdaléna Rybáriková \| 4 \| 6 \| 10 \| \| 5 \| \| Julia Görges - Anna-Lena Grönefeld \| 6 \| 3 \| 7 \| |                       |                                      |        |    |          |                     |
| 1 | Bandera de Eslovaquia | Dominika Cibulková                   | 6      | 6  | 2        |                     |
| 1 | Bandera de Alemania   | Andrea Petkovic                      | 2      | 78 | 6        |                     |
| 2 | Bandera de Eslovaquia | Daniela Hantuchová                   | 67     | 1  |          |                     |
| 2 | Bandera de Alemania   | Angelique Kerber                     | 79     | 6  |          |                     |
| 3 | Bandera de Eslovaquia | Dominika Cibulková                   | 3      | 65 |          |                     |
| 3 | Bandera de Alemania   | Angelique Kerber                     | 6      | 7  |          |                     |
| 4 | Bandera de Eslovaquia | Daniela Hantuchová                   | No     |    |          |                     |
| 4 | Bandera de Alemania   | Andrea Petkovic                      | Jugado |    |          |                     |
| 5 | Bandera de Eslovaquia | Jana Čepelová - Magdaléna Rybáriková | 4      | 6  | 10       |                     |
| 5 | Bandera de Alemania   | Julia Görges - Anna-Lena Grönefeld   | 6      | 3  | 7        |                     |

| | Bandera de Australia | Australia                             | 4      | 0 | Rusia | Bandera de Rusia |
| --- | -------------------- | ------------------------------------- | ------ | - | ----- | ---------------- |
| Hobart International Tennis Centre, Hobart, Australia 8 de febrero al 9 de febrero de 2014 (Dura, bajo techo) |                      |                                       |        |   |       |                  |
| \| 1 \| \| Casey Dellacqua \| 6 \| 6 \| \| \| 1 \| \| Irina Khromacheva \| 0 \| 2 \| \| \| 2 \| \| Samantha Stosur \| 6 \| 6 \| \| \| 2 \| \| Veronika Kudermetova \| 4 \| 0 \| \| \| 3 \| \| Samantha Stosur \| 6 \| 6 \| \| \| 3 \| \| Victoria Kan \| 2 \| 3 \| \| \| 4 \| \| Casey Dellacqua \| No \| \| \| \| 4 \| \| Veronika Kudermetova \| Jugado \| \| \| \| 5 \| \| Ashleigh Barty - Casey Dellacqua \| 6 \| 6 \| \| \| 5 \| \| Irina Khromacheva - Valeria Solovyeva \| 1 \| 3 \| \| |                      |                                       |        |   |       |                  |
| 1 | Bandera de Australia | Casey Dellacqua                       | 6      | 6 |       |                  |
| 1 | Bandera de Rusia     | Irina Khromacheva                     | 0      | 2 |       |                  |
| 2 | Bandera de Australia | Samantha Stosur                       | 6      | 6 |       |                  |
| 2 | Bandera de Rusia     | Veronika Kudermetova                  | 4      | 0 |       |                  |
| 3 | Bandera de Australia | Samantha Stosur                       | 6      | 6 |       |                  |
| 3 | Bandera de Rusia     | Victoria Kan                          | 2      | 3 |       |                  |
| 4 | Bandera de Australia | Casey Dellacqua                       | No     |   |       |                  |
| 4 | Bandera de Rusia     | Veronika Kudermetova                  | Jugado |   |       |                  |
| 5 | Bandera de Australia | Ashleigh Barty - Casey Dellacqua      | 6      | 6 |       |                  |
| 5 | Bandera de Rusia     | Irina Khromacheva - Valeria Solovyeva | 1      | 3 |       |                  |

### Semifinales
| | Bandera de República Checa | República Checa                    | 4      | 0 | Italia | Bandera de Italia |
| --- | -------------------------- | ---------------------------------- | ------ | - | ------ | ----------------- |
| ČEZ Aréna, Ostrava, República Checa 19 de abril al 20 de abril de 2014 (Dura, bajo techo) |                            |                                    |        |   |        |                   |
| \| 1 \| \| Lucie Šafářová \| 6 \| 6 \| \| \| 1 \| \| Sara Errani \| 4 \| 1 \| \| \| 2 \| \| Petra Kvitová \| 6 \| 6 \| \| \| 2 \| \| Camila Giorgi \| 4 \| 2 \| \| \| 3 \| \| Petra Kvitová \| 6 \| 7 \| \| \| 3 \| \| Roberta Vinci \| 3 \| 5 \| \| \| 4 \| \| Lucie Šafářová \| No \| \| \| \| 4 \| \| Camila Giorgi \| Jugado \| \| \| \| 5 \| \| Andrea Hlaváčková - Lucie Hradecká \| 6 \| 5 \| [11] \| \| 5 \| \| Camila Giorgi - Karin Knapp \| 2 \| 7 \| [9] \| |                            |                                    |        |   |        |                   |
| 1 | Bandera de República Checa | Lucie Šafářová                     | 6      | 6 |        |                   |
| 1 | Bandera de Italia          | Sara Errani                        | 4      | 1 |        |                   |
| 2 | Bandera de República Checa | Petra Kvitová                      | 6      | 6 |        |                   |
| 2 | Bandera de Italia          | Camila Giorgi                      | 4      | 2 |        |                   |
| 3 | Bandera de República Checa | Petra Kvitová                      | 6      | 7 |        |                   |
| 3 | Bandera de Italia          | Roberta Vinci                      | 3      | 5 |        |                   |
| 4 | Bandera de República Checa | Lucie Šafářová                     | No     |   |        |                   |
| 4 | Bandera de Italia          | Camila Giorgi                      | Jugado |   |        |                   |
| 5 | Bandera de República Checa | Andrea Hlaváčková - Lucie Hradecká | 6      | 5 | [11]   |                   |
| 5 | Bandera de Italia          | Camila Giorgi - Karin Knapp        | 2      | 7 | [9]    |                   |

| | Bandera de Alemania  | Alemania                           | 3      | 1  | Australia | Bandera de Australia |
| --- | -------------------- | ---------------------------------- | ------ | -- | --------- | -------------------- |
| Pat Rafter Arena, Brisbane, Australia 19 de abril al 20 de abril de 2014 (Dura, al aire libre) |                      |                                    |        |    |           |                      |
| \| 1 \| \| Andrea Petković \| 6 \| 79 \| \| \| 1 \| \| Samantha Stosur \| 1 \| 67 \| \| \| 2 \| \| Angelique Kerber \| 6 \| 6 \| \| \| 2 \| \| Casey Dellacqua \| 1 \| 0 \| \| \| 3 \| \| Angelique Kerber \| 4 \| 6 \| 6 \| \| 3 \| \| Samantha Stosur \| 6 \| 0 \| 3 \| \| 4 \| \| Andrea Petković \| No \| \| \| \| 4 \| \| Casey Dellacqua \| Jugado \| \| \| \| 5 \| \| Julia Görges - Anna-Lena Grönefeld \| 2 \| 7 \| [2] \| \| 5 \| \| Ashleigh Barty - Casey Dellacqua \| 6 \| 65 \| [10] \| |                      |                                    |        |    |           |                      |
| 1 | Bandera de Alemania  | Andrea Petković                    | 6      | 79 |           |                      |
| 1 | Bandera de Australia | Samantha Stosur                    | 1      | 67 |           |                      |
| 2 | Bandera de Alemania  | Angelique Kerber                   | 6      | 6  |           |                      |
| 2 | Bandera de Australia | Casey Dellacqua                    | 1      | 0  |           |                      |
| 3 | Bandera de Alemania  | Angelique Kerber                   | 4      | 6  | 6         |                      |
| 3 | Bandera de Australia | Samantha Stosur                    | 6      | 0  | 3         |                      |
| 4 | Bandera de Alemania  | Andrea Petković                    | No     |    |           |                      |
| 4 | Bandera de Australia | Casey Dellacqua                    | Jugado |    |           |                      |
| 5 | Bandera de Alemania  | Julia Görges - Anna-Lena Grönefeld | 2      | 7  | [2]       |                      |
| 5 | Bandera de Australia | Ashleigh Barty - Casey Dellacqua   | 6      | 65 | [10]      |                      |

### Final
| | Bandera de República Checa | República Checa                    | 3      | 1 | Alemania | Bandera de Alemania |
| --- | -------------------------- | ---------------------------------- | ------ | - | -------- | ------------------- |
| O2 Arena, Praga, República Checa 8 de noviembre al 9 de noviembre de 2014 (Dura, bajo techo) |                            |                                    |        |   |          |                     |
| \| 1 \| \| Petra Kvitová \| 6 \| 6 \| \| \| 1 \| \| Andrea Petković \| 2 \| 4 \| \| \| 2 \| \| Lucie Šafářová \| 6 \| 6 \| \| \| 2 \| \| Angelique Kerber \| 4 \| 4 \| \| \| 3 \| \| Petra Kvitová \| 7 \| 4 \| 6 \| \| 3 \| \| Angelique Kerber \| 65 \| 6 \| 4 \| \| 4 \| \| Lucie Šafářová \| No \| \| \| \| 4 \| \| Andrea Petković \| Jugado \| \| \| \| 5 \| \| Andrea Hlaváčková - Lucie Hradecká \| 4 \| 3 \| \| \| 5 \| \| Julia Görges - Sabine Lisicki \| 6 \| 6 \| \| |                            |                                    |        |   |          |                     |
| 1 | Bandera de República Checa | Petra Kvitová                      | 6      | 6 |          |                     |
| 1 | Bandera de Alemania        | Andrea Petković                    | 2      | 4 |          |                     |
| 2 | Bandera de República Checa | Lucie Šafářová                     | 6      | 6 |          |                     |
| 2 | Bandera de Alemania        | Angelique Kerber                   | 4      | 4 |          |                     |
| 3 | Bandera de República Checa | Petra Kvitová                      | 7      | 4 | 6        |                     |
| 3 | Bandera de Alemania        | Angelique Kerber                   | 65     | 6 | 4        |                     |
| 4 | Bandera de República Checa | Lucie Šafářová                     | No     |   |          |                     |
| 4 | Bandera de Alemania        | Andrea Petković                    | Jugado |   |          |                     |
| 5 | Bandera de República Checa | Andrea Hlaváčková - Lucie Hradecká | 4      | 3 |          |                     |
| 5 | Bandera de Alemania        | Julia Görges - Sabine Lisicki      | 6      | 6 |          |                     |

| República Checa                       |
| Campeón República Checa Octavo título |

## Repesca al Grupo Mundial
Los cuatro equipos perdedores de la primera ronda del Grupo Mundial, y los cuatro ganadores de las eliminatorias del Grupo Mundial II jugarán esta instancia. En ella, los cuatro equipos ganadores jugarán en el Grupo Mundial I en el año 2015; los perdedores jugarán mientras tanto en el Grupo Mundial II.
Los cruces de cada una de las llaves enfrentarán a un equipo del Grupo Mundial I y del Grupo Mundial II.
Para determinar los cruces, se realizará un sorteo. En dicho sorteo, se asignarán cuatro cabezas de serie, en base al ranking de la Fed Cup de cada una de las federaciones participantes en esta instancia. Asimismo se asignarán otros cuatro equipos en el otro bolillero. 
- Fecha: 19-20 de abril de 2014

| Perdedores Grupo Mundial - Estados Unidos - España - Eslovaquia - Rusia | Ganadores Grupo Mundial II - Canadá - Polonia - Francia - Argentina |

### Sorteo
- El sorteo de las repescas se realizará el 11 de febrero de 2014 y determinarán los cruces de esta instancia.

Cabezas de serie
- 1.  Rusia
- 2.  Eslovaquia
- 3.  Estados Unidos
- 4.  España

### Eliminatorias
- Fecha: 19-20 de abril de 2014

| Lugar                    | Superficie        | Equipo local       | Marcador | Equipo visitante |
| ------------------------ | ----------------- | ------------------ | -------- | ---------------- |
| Sochi, Rusia             | Polvo de ladrillo | Rusia (1)          | 4-0      | Argentina        |
| Quebec, Canadá           | Dura              | Canadá             | 3-1      | Eslovaquia (2)   |
| San Luis, Estados Unidos | Dura              | Estados Unidos (3) | 2-3      | Francia          |
| Barcelona, España        | Polvo de ladrillo | España (4)         | 2-3      | Polonia          |

Con un asterisco (*), el equipo que juega en condición de local.
| | Bandera de Rusia                   | Rusia  | 4 | 0 | Argentina | Bandera de Argentina |
| --- | ---------------------------------- | ------ | - | - | --------- | -------------------- |
| Adler Arena, Sochi, Rusia 19 de abril - 20 de abril de 2014 |                                    |        |   |   |           |                      |
| \| 1 \| Yelena Vesnina \| 6 \| 6 \| \| \| \| 1 \| Paula Ormaechea \| 3 \| 3 \| \| \| \| 2 \| Yekaterina Makarova \| 7 \| 6 \| \| \| \| 2 \| Maria Irigoyen \| 5 \| 1 \| \| \| \| 3 \| Yekaterina Makarova \| 6 \| 6 \| \| \| \| 3 \| Paula Ormaechea \| 1 \| 2 \| \| \| \| 4 \| Yelena Vesnina \| No \| \| \| \| \| 4 \| Maria Irigoyen \| Jugado \| \| \| \| \| 5 \| Valeria Solovyeva - Yelena Vesnina \| 6 \| 6 \| \| \| \| 5 \| Victoria Bosio - Nadia Podoroska \| 2 \| 1 \| \| \| |                                    |        |   |   |           |                      |
| 1 | Yelena Vesnina                     | 6      | 6 |   |           |                      |
| 1 | Paula Ormaechea                    | 3      | 3 |   |           |                      |
| 2 | Yekaterina Makarova                | 7      | 6 |   |           |                      |
| 2 | Maria Irigoyen                     | 5      | 1 |   |           |                      |
| 3 | Yekaterina Makarova                | 6      | 6 |   |           |                      |
| 3 | Paula Ormaechea                    | 1      | 2 |   |           |                      |
| 4 | Yelena Vesnina                     | No     |   |   |           |                      |
| 4 | Maria Irigoyen                     | Jugado |   |   |           |                      |
| 5 | Valeria Solovyeva - Yelena Vesnina | 6      | 6 |   |           |                      |
| 5 | Victoria Bosio - Nadia Podoroska   | 2      | 1 |   |           |                      |

| | Bandera de Canadá                   | Canadá | 3 | 1  | Eslovaquia | Bandera de Eslovaquia |
| --- | ----------------------------------- | ------ | - | -- | ---------- | --------------------- |
| PEPS, Laval University, Quebec City, Canadá 19 de abril - 20 de abril de 2014 |                                     |        |   |    |            |                       |
| \| 1 \| Aleksandra Wozniak \| 4 \| 7 \| 7 \| \| \| 1 \| Jana Cepelova \| 6 \| 5 \| 5 \| \| \| 2 \| Eugenie Bouchard \| 7 \| 2 \| 6 \| \| \| 2 \| Kristina Kucova \| 60 \| 6 \| 1 \| \| \| 3 \| Eugenie Bouchard \| 78 \| 6 \| \| \| \| 3 \| Jana Cepelova \| 6 \| 3 \| \| \| \| 4 \| Aleksandra Wozniak \| No \| \| \| \| \| 4 \| Kristina Kucova \| Jugado \| \| \| \| \| 5 \| Gabriela Dabrowski - Sharon Fichman \| 4 \| 7 \| 9 \| \| \| 5 \| Jana Cepelova - Janette Husarova \| 6 \| 5 \| 11 \| \| |                                     |        |   |    |            |                       |
| 1 | Aleksandra Wozniak                  | 4      | 7 | 7  |            |                       |
| 1 | Jana Cepelova                       | 6      | 5 | 5  |            |                       |
| 2 | Eugenie Bouchard                    | 7      | 2 | 6  |            |                       |
| 2 | Kristina Kucova                     | 60     | 6 | 1  |            |                       |
| 3 | Eugenie Bouchard                    | 78     | 6 |    |            |                       |
| 3 | Jana Cepelova                       | 6      | 3 |    |            |                       |
| 4 | Aleksandra Wozniak                  | No     |   |    |            |                       |
| 4 | Kristina Kucova                     | Jugado |   |    |            |                       |
| 5 | Gabriela Dabrowski - Sharon Fichman | 4      | 7 | 9  |            |                       |
| 5 | Jana Cepelova - Janette Husarova    | 6      | 5 | 11 |            |                       |

| | Bandera de Estados Unidos            | Estados Unidos | 2  | 3 | Francia | Bandera de Francia |
| --- | ------------------------------------ | -------------- | -- | - | ------- | ------------------ |
| Chaifetz Arena, Ostrava, Estados Unidos 19 de abril - 20 de abril de 2014 |                                      |                |    |   |         |                    |
| \| 1 \| Sloane Stephens \| 3 \| 2 \| \| \| \| 1 \| Caroline Garcia \| 6 \| 6 \| \| \| \| 2 \| Madison Keys \| 64 \| 7 \| 6 \| \| \| 2 \| Alize Cornet \| 7 \| 64 \| 3 \| \| \| 3 \| Sloane Stephens \| 6 \| 6 \| \| \| \| 3 \| Alize Cornet \| 2 \| 4 \| \| \| \| 4 \| Madison Keys \| 4 \| 3 \| \| \| \| 4 \| Caroline Garcia \| 6 \| 6 \| \| \| \| 5 \| Lauren Davis - Christina McHale \| 2 \| 5 \| \| \| \| 5 \| Claire Feuerstein - Virginie Razzano \| 6 \| 7 \| \| \| |                                      |                |    |   |         |                    |
| 1 | Sloane Stephens                      | 3              | 2  |   |         |                    |
| 1 | Caroline Garcia                      | 6              | 6  |   |         |                    |
| 2 | Madison Keys                         | 64             | 7  | 6 |         |                    |
| 2 | Alize Cornet                         | 7              | 64 | 3 |         |                    |
| 3 | Sloane Stephens                      | 6              | 6  |   |         |                    |
| 3 | Alize Cornet                         | 2              | 4  |   |         |                    |
| 4 | Madison Keys                         | 4              | 3  |   |         |                    |
| 4 | Caroline Garcia                      | 6              | 6  |   |         |                    |
| 5 | Lauren Davis - Christina McHale      | 2              | 5  |   |         |                    |
| 5 | Claire Feuerstein - Virginie Razzano | 6              | 7  |   |         |                    |

| | Bandera de España                               | España | 2 | 3 | Polonia | Bandera de Polonia |
| --- | ----------------------------------------------- | ------ | - | - | ------- | ------------------ |
| Estadio Olímpico Lluís Companys, Barcelona, España 19 de abril - 20 de abril de 2014 |                                                 |        |   |   |         |                    |
| \| 1 \| Silvia Soler Espinosa \| 2 \| 2 \| \| \| \| 1 \| Agnieszka Radwanska \| 6 \| 6 \| \| \| \| 2 \| María Teresa Torró Flor \| 4 \| 6 \| 6 \| \| \| 2 \| Urszula Radwanska \| 6 \| 0 \| 1 \| \| \| 3 \| María Teresa Torró Flor \| 3 \| 2 \| \| \| \| 3 \| Agnieszka Radwanska \| 6 \| 6 \| \| \| \| 4 \| Silvia Soler Espinosa \| 6 \| 6 \| \| \| \| 4 \| Urszula Radwanska \| 1 \| 3 \| \| \| \| 5 \| Anabel Medina Garrigues - Silvia Soler Espinosa \| 4 \| 2 \| \| \| \| 5 \| Agnieszka Radwanska - Alicja Rosolska \| 6 \| 6 \| \| \| |                                                 |        |   |   |         |                    |
| 1 | Silvia Soler Espinosa                           | 2      | 2 |   |         |                    |
| 1 | Agnieszka Radwanska                             | 6      | 6 |   |         |                    |
| 2 | María Teresa Torró Flor                         | 4      | 6 | 6 |         |                    |
| 2 | Urszula Radwanska                               | 6      | 0 | 1 |         |                    |
| 3 | María Teresa Torró Flor                         | 3      | 2 |   |         |                    |
| 3 | Agnieszka Radwanska                             | 6      | 6 |   |         |                    |
| 4 | Silvia Soler Espinosa                           | 6      | 6 |   |         |                    |
| 4 | Urszula Radwanska                               | 1      | 3 |   |         |                    |
| 5 | Anabel Medina Garrigues - Silvia Soler Espinosa | 4      | 2 |   |         |                    |
| 5 | Agnieszka Radwanska - Alicja Rosolska           | 6      | 6 |   |         |                    |

## Grupo Mundial II

### Equipos participantes
| Equipos participantes en el Grupo Mundial II de 2014 | Equipos participantes en el Grupo Mundial II de 2014 | Equipos participantes en el Grupo Mundial II de 2014 | Equipos participantes en el Grupo Mundial II de 2014 | Equipos participantes en el Grupo Mundial II de 2014 | Equipos participantes en el Grupo Mundial II de 2014 | Equipos participantes en el Grupo Mundial II de 2014 | Equipos participantes en el Grupo Mundial II de 2014 |
| Serbia                                               | Japón                                                | Suecia                                               | Suiza                                                | Argentina                                            | Canadá                                               | Polonia                                              | Francia                                              |
| ---------------------------------------------------- | ---------------------------------------------------- | ---------------------------------------------------- | ---------------------------------------------------- | ---------------------------------------------------- | ---------------------------------------------------- | ---------------------------------------------------- | ---------------------------------------------------- |

### Sorteo
- El sorteo de la Fed Cup 2014 decretó los siguientes cruces:

Cabezas de Serie
- Los cabeza de serie son decretados por el ranking que manejan los creadores de la Fed Cup

1. Serbia
2. Japón
3. Suecia
4. Suiza

### Eliminatorias
- Fecha: 8-9 de febrero de 2014

| Lugar            | Superficie        | Equipo local | Marcador                                                     | Equipo visitante |
| ---------------- | ----------------- | ------------ | ------------------------------------------------------------ | ---------------- |
| Montreal, Canadá | Dura              | Canadá       | 3 - 1                                                        | Serbia (1)       |
| Borås, Suecia    | Dura              | Suecia (3)   | 2 - 3                                                        | Polonia          |
| París, Francia   | Dura              | Francia      | 3 - 2                                                        | Suiza (4)        |
| Pilar, Argentina | Polvo de ladrillo | Argentina    | 3 - 1 Archivado el 22 de febrero de 2014 en Wayback Machine. | Japón (2)        |

## Repesca al Grupo Mundial II
Los cuatro equipos perdedores de la primera ronda del Grupo Mundial II, dos clasificados de la Zona Europa/Asia, y los ganadores de los Grupos Asia/Oceanía y Américas jugarán esta instancia. En ella, los cuatro equipos ganadores jugarán en el Grupo Mundial II en el año 2015; los perdedores jugarán mientras tanto en sus respectivos grupos regionales.
Para determinar los cruces, se realizará un sorteo. En dicho sorteo, se asignarán cuatro cabezas de serie, en base al ranking de la Fed Cup de cada una de las federaciones participantes en esta instancia. Asimismo se asignarán otros cuatro equipos en el otro bolillero. Asimismo, de acuerdo al cruce, se asigna a un país local.
- Fecha: 19-20 de abril de 2014

| Perdedores Grupo Mundial II - Japón - Serbia - Suecia - Suiza | Clasificados Grupo Regionales - Brasil - Zona Américas - Tailandia - Zona Asia/Oceanía - Países Bajos - Zona Europa/África - Rumanía - Zona Europa/África |

| Lugar                          | Superficie | Equipo local | Marcador | Equipo visitante |
| ------------------------------ | ---------- | ------------ | -------- | ---------------- |
| Bucarest, Rumanía              | Arcilla    | Rumanía      | 4-1      | Serbia           |
| 's-Hertogenbosch, Países Bajos | Arcilla    | Países Bajos | 3-2      | Japón            |
| Lidköping, Suecia              | Dura       | Suecia       | 4-0      | Tailandia        |
| Catanduva, Brasil              | Arcilla    | Brasil       | 1-4      | Suiza            |

| | Bandera de Rumania                    | Rumanía | 4      | 1 | Serbia | Bandera de Serbia |
| --- | ------------------------------------- | ------- | ------ | - | ------ | ----------------- |
| Arenele BNR, Bucarest, Rumanía 19 de abril - 20 de abril de 2014 |                                       |         |        |   |        |                   |
| \| 1 \| Sorana Cirstea \| 3 \| 6 \| 6 \| \| \| 1 \| Ana Ivanovic \| 6 \| 1 \| 2 \| \| \| 2 \| Simona Halep \| 6 \| 6 \| \| \| \| 2 \| Bojana Jovanovski \| 2 \| 4 \| \| \| \| 3 \| Simona Halep \| 3 \| 62 \| \| \| \| 3 \| Ana Ivanovic \| 6 \| 7 \| \| \| \| 4 \| Sorana Cirstea \| 6 \| 67 \| 6 \| \| \| 4 \| Bojana Jovanovski \| 3 \| 79 \| 3 \| \| \| 5 \| Irina-Camelia Begu - Monica Niculescu \| 1 \| \| \| \| \| 5 \| Jovana Jaksic - Nina Stojanovic \| 0 \| retiro \| \| \| |                                       |         |        |   |        |                   |
| 1 | Sorana Cirstea                        | 3       | 6      | 6 |        |                   |
| 1 | Ana Ivanovic                          | 6       | 1      | 2 |        |                   |
| 2 | Simona Halep                          | 6       | 6      |   |        |                   |
| 2 | Bojana Jovanovski                     | 2       | 4      |   |        |                   |
| 3 | Simona Halep                          | 3       | 62     |   |        |                   |
| 3 | Ana Ivanovic                          | 6       | 7      |   |        |                   |
| 4 | Sorana Cirstea                        | 6       | 67     | 6 |        |                   |
| 4 | Bojana Jovanovski                     | 3       | 79     | 3 |        |                   |
| 5 | Irina-Camelia Begu - Monica Niculescu | 1       |        |   |        |                   |
| 5 | Jovana Jaksic - Nina Stojanovic       | 0       | retiro |   |        |                   |

| | Bandera de los Países Bajos           | Países Bajos | 3  | 2  | Japón | Bandera de Japón |
| --- | ------------------------------------- | ------------ | -- | -- | ----- | ---------------- |
| Maaspoort Sports & Events, 's-Hertogenbosch, Países Bajos 19 de abril - 20 de abril de 2014 |                                       |              |    |    |       |                  |
| \| 1 \| Arantxa Rus \| 5 \| 6 \| 1 \| \| \| 1 \| Kurumi Nara \| 7 \| 2 \| 6 \| \| \| 2 \| Kiki Bertens \| 6 \| 7 \| \| \| \| 2 \| Misaki Doi \| 0 \| 63 \| \| \| \| 3 \| Kiki Bertens \| 7 \| 4 \| 9 \| \| \| 3 \| Kurumi Nara \| 65 \| 6 \| 7 \| \| \| 4 \| Arantxa Rus \| 7 \| 6 \| \| \| \| 4 \| Misaki Doi \| 5 \| 3 \| \| \| \| 5 \| Richel Hogenkamp - Michaella Krajicek \| 6 \| 3 \| 8 \| \| \| 5 \| Shuko Aoyama - Risa Ozaki \| 1 \| 6 \| 10 \| \| |                                       |              |    |    |       |                  |
| 1 | Arantxa Rus                           | 5            | 6  | 1  |       |                  |
| 1 | Kurumi Nara                           | 7            | 2  | 6  |       |                  |
| 2 | Kiki Bertens                          | 6            | 7  |    |       |                  |
| 2 | Misaki Doi                            | 0            | 63 |    |       |                  |
| 3 | Kiki Bertens                          | 7            | 4  | 9  |       |                  |
| 3 | Kurumi Nara                           | 65           | 6  | 7  |       |                  |
| 4 | Arantxa Rus                           | 7            | 6  |    |       |                  |
| 4 | Misaki Doi                            | 5            | 3  |    |       |                  |
| 5 | Richel Hogenkamp - Michaella Krajicek | 6            | 3  | 8  |       |                  |
| 5 | Shuko Aoyama - Risa Ozaki             | 1            | 6  | 10 |       |                  |

| | Bandera de Suecia                             | Suecia | 4 | 0 | Tailandia | Bandera de Tailandia |
| --- | --------------------------------------------- | ------ | - | - | --------- | -------------------- |
| Sparbanken Lidkoping Arena, Lidkoping, Suecia 19 de abril - 20 de abril de 2014 |                                               |        |   |   |           |                      |
| \| 1 \| Johanna Larsson \| 6 \| 6 \| \| \| \| 1 \| Noppawan Lertcheewakarn \| 1 \| 3 \| \| \| \| 2 \| Sofia Arvidsson \| 6 \| 6 \| \| \| \| 2 \| Luksika Kumkhum \| 4 \| 2 \| \| \| \| 3 \| Johanna Larsson \| 6 \| 6 \| \| \| \| 3 \| Luksika Kumkhum \| 4 \| 2 \| \| \| \| 4 \| Sofia Arvidsson \| No \| \| \| \| \| 4 \| Noppawan Lertcheewakarn \| Jugado \| \| \| \| \| 5 \| Hilda Melander - Rebecca Peterson \| 6 \| 6 \| \| \| \| 5 \| Tamarine Tanasugarn - Varatchaya Wongteanchai \| 4 \| 2 \| \| \| |                                               |        |   |   |           |                      |
| 1 | Johanna Larsson                               | 6      | 6 |   |           |                      |
| 1 | Noppawan Lertcheewakarn                       | 1      | 3 |   |           |                      |
| 2 | Sofia Arvidsson                               | 6      | 6 |   |           |                      |
| 2 | Luksika Kumkhum                               | 4      | 2 |   |           |                      |
| 3 | Johanna Larsson                               | 6      | 6 |   |           |                      |
| 3 | Luksika Kumkhum                               | 4      | 2 |   |           |                      |
| 4 | Sofia Arvidsson                               | No     |   |   |           |                      |
| 4 | Noppawan Lertcheewakarn                       | Jugado |   |   |           |                      |
| 5 | Hilda Melander - Rebecca Peterson             | 6      | 6 |   |           |                      |
| 5 | Tamarine Tanasugarn - Varatchaya Wongteanchai | 4      | 2 |   |           |                      |

| | Bandera de Brasil                          | Brasil | 1 | 4 | Suiza | Bandera de Suiza |
| --- | ------------------------------------------ | ------ | - | - | ----- | ---------------- |
| Clube de Tenis Catanduva, Catanduva, Brasil 19 de abril - 20 de abril de 2014 |                                            |        |   |   |       |                  |
| \| 1 \| Teliana Pereira \| 3 \| 3 \| \| \| \| 1 \| Timea Bacsinszky \| 6 \| 6 \| \| \| \| 2 \| Paula Cristina Goncalves \| 3 \| 3 \| \| \| \| 2 \| Belinda Bencic \| 6 \| 6 \| \| \| \| 3 \| Teliana Pereira \| 6 \| 6 \| \| \| \| 3 \| Belinda Bencic \| 3 \| 4 \| \| \| \| 4 \| Paula Cristina Goncalves \| 5 \| 2 \| \| \| \| 4 \| Timea Bacsinszky \| 7 \| 6 \| \| \| \| 5 \| Paula Cristina Goncalves - Teliana Pereira \| 2 \| 2 \| \| \| \| 5 \| Viktorija Golubic - Amra Sadikovic \| 6 \| 6 \| \| \| |                                            |        |   |   |       |                  |
| 1 | Teliana Pereira                            | 3      | 3 |   |       |                  |
| 1 | Timea Bacsinszky                           | 6      | 6 |   |       |                  |
| 2 | Paula Cristina Goncalves                   | 3      | 3 |   |       |                  |
| 2 | Belinda Bencic                             | 6      | 6 |   |       |                  |
| 3 | Teliana Pereira                            | 6      | 6 |   |       |                  |
| 3 | Belinda Bencic                             | 3      | 4 |   |       |                  |
| 4 | Paula Cristina Goncalves                   | 5      | 2 |   |       |                  |
| 4 | Timea Bacsinszky                           | 7      | 6 |   |       |                  |
| 5 | Paula Cristina Goncalves - Teliana Pereira | 2      | 2 |   |       |                  |
| 5 | Viktorija Golubic - Amra Sadikovic         | 6      | 6 |   |       |                  |

## Grupos Regionales

### América
| Zona de América | Zona de América | Zona de América | Zona de América | Zona de América   | Zona de América | Zona de América | Zona de América |
| Grupo I         | Bahamas         | Brasil          | Colombia        | Ecuador           | México          | Paraguay        | Venezuela       |
| Grupo II        | Barbados        | Bermuda         | Bolivia         | Chile             | El Salvador     | Guatemala       | Panamá          |
| Grupo II        | Perú            | Puerto Rico     | Rep. Dominicana | Trinidad y Tobago | Uruguay         |                 |                 |
| --------------- | --------------- | --------------- | --------------- | ----------------- | --------------- | --------------- | --------------- |

### Asia/Oceanía
| Zona de Asia/Oceanía | Zona de Asia/Oceanía | Zona de Asia/Oceanía | Zona de Asia/Oceanía | Zona de Asia/Oceanía | Zona de Asia/Oceanía | Zona de Asia/Oceanía | Zona de Asia/Oceanía |
| Grupo I              | China                | China Taipéi         | Corea del Sur        | Indonesia            | Kazajistán           | Tailandia            | Uzbekistán           |
| Grupo II             | Filipinas            | Hong Kong            | India                | Irán                 | Irak                 | Kirguistán           | Malasia              |
| Grupo II             | Nueva Zelanda        | Pakistán             | Singapur             | Sri Lanka            | Turkmenistán         | Vietnam              |                      |
| -------------------- | -------------------- | -------------------- | -------------------- | -------------------- | -------------------- | -------------------- | -------------------- |

### Europa/África
| Zona de Europa / África | Zona de Europa / África | Zona de Europa / África | Zona de Europa / África | Zona de Europa / África | Zona de Europa / África | Zona de Europa / África | Zona de Europa / África |
| Grupo I                 | Austria                 | Bielorrusia             | Bélgica                 | Bulgaria                | Croacia                 | Eslovenia               | Georgia                 |
| Grupo I                 | Hungría                 | Israel                  | Letonia                 | Luxemburgo              | Países Bajos            | Polonia                 | Portugal                |
| Grupo I                 | Reino Unido             | Rumania                 | Túnez                   | Turquía                 | Ucrania                 |                         |                         |
| Grupo II                | Bosnia y Herzegovina    | Egipto                  | Finlandia               | Georgia                 | Liechtenstein           | Lituania                | Montenegro              |
| Grupo II                | Sudáfrica               |                         |                         |                         |                         |                         |                         |
| Grupo III               | Armenia                 | Botsuana                | Chipre                  | Dinamarca               | Estonia                 | Grecia                  | Irlanda                 |
| Grupo III               | Islandia                | Macedonia               | Malta                   | Marruecos               | Moldavia                | Namibia                 | Noruega                 |
| Grupo III               | Kenia                   |                         |                         |                         |                         |                         |                         |
| ----------------------- | ----------------------- | ----------------------- | ----------------------- | ----------------------- | ----------------------- | ----------------------- | ----------------------- |